# Єгудит Симхоні
Єгуди́т Симхоні (івр. יהודית שמחוני; при народженні Єгуди́т Евзери́хіна; (24 січня 1902 , Березнегувате, Херсонська губернія  — 5 грудня 1991 , Ізраїль )) — сіоністський активіст, ізраїльський громадський і політичний діяч. Депутатка кнесету 1-го скликання від партії МАПАЙ.

## Біографія
Народилася 24 січня 1902 року в єврейської землеробської колонії Нагартав, Херсонська губернія (нині Україна), в сім'ї Мовші Евзерихіна і його дружини Батьї, в сім'ї було семеро дітей. Мовша Евзрихін був сіоністом, секретарем відділення організації «Ахават Ціон». Отримала освіту у Вищій сільськогосподарській школі в Херсоні, в 1917—1918 роках була членом профспілки «ха-Ноар ха-Циони ха-Ломед». В 1920 році вийшла заміж за Мордехая Весельницького (Симхоні).
У 1921 році разом з чоловіком репатріювалася до Палестини, вони оселилися в мошаві Нахалаль. В 1931 році вони приєдналися до кібуцу Тель-Йосеф, а в 1943 році до кібуцу Гева. У 1927 році стала активісткою організації «Моацот ха-Поалим», була членом редакції «Двар ха-Поалот», була членом партії МАПАЙ і органів управління партії.
У 1944 році обрана депутатом Законодавчих зборів Британської Палестини, а в 1949 році обрана депутатом кнесету 1-го скликання від партії МАПАЙ, працювала в комісії з праці та комісії у справах кнесету. 5 лютого 1951 року за сімейними обставинами пішла у відставку з посади депутата кнесету, а її мандат перейшов до Герцеля Бергера.
Була активним членом Гістадрута, в 1960—1965 роках очолювала відділ з міжнародних зв'язків. У 1965 році припинила членство в партії МАПАЙ і стала одним із засновників і лідерів партії РАФІ.
Її старший син генерал-майор ізраїльської армії Асаф Симхоні загинув у авіакатастрофі під час Суецької компанії, а її онук і син Асафа Авнер загинув під час війни на виснаження між Ізраїлем і Єгиптом в 1968 році. Її рідний брат Зрубавель, працював плановиком-економістом в Іваново, 15 вересня 1938 року був розстріляний у Москві за звинуваченням в участі у контрреволюційній терористичній організації (реабілітований 6 травня 1992 року).
Померла 5 грудня 1991 року.